# Cocina de campaña

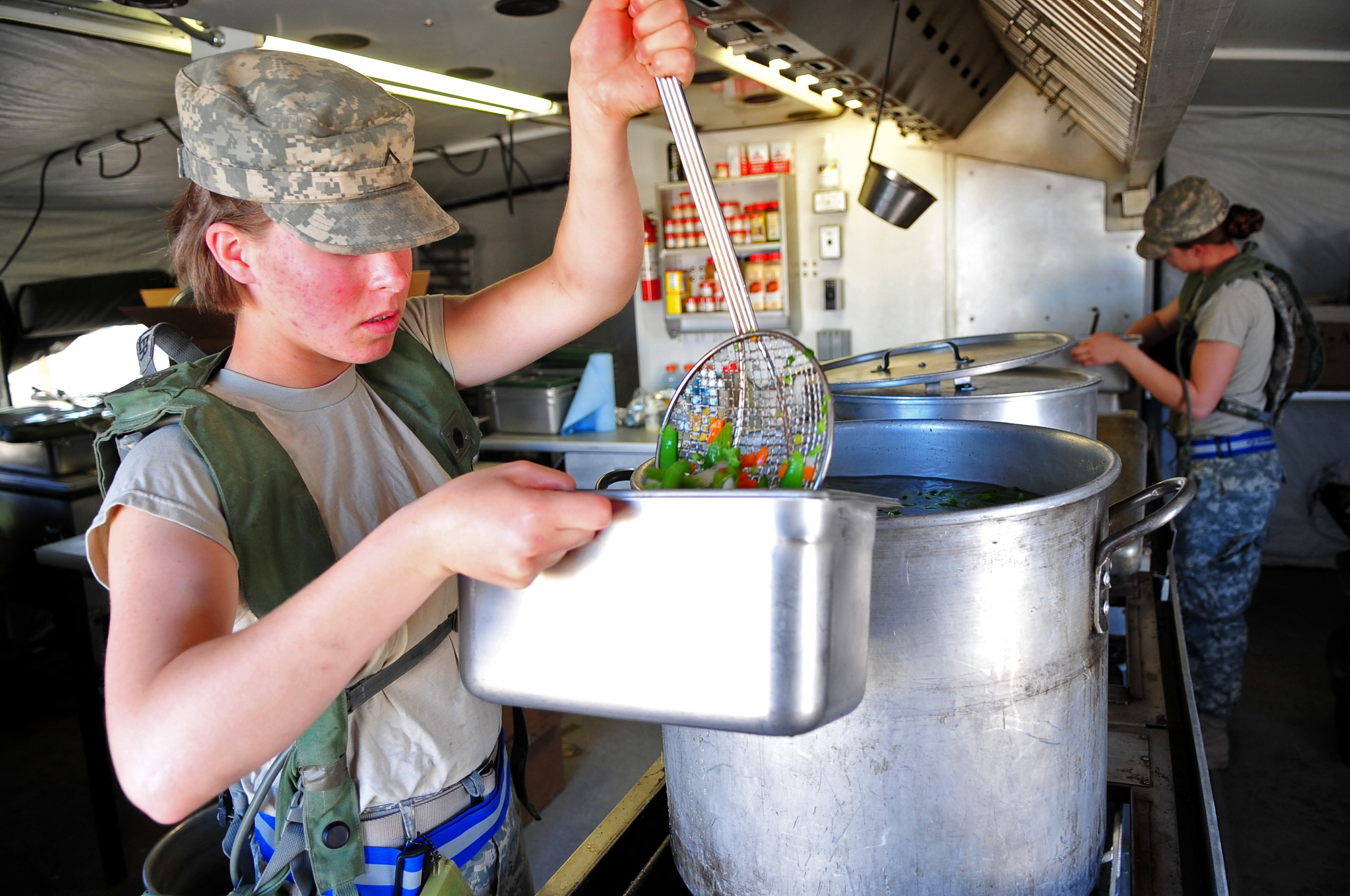
Mujeres soldado estadounidenses, cocinan en una cocina de campaña.

Una cocina de campaña es una instalación móvil para cocinar en el campo. Las cocinas de campaña se utilizan principalmente en unidades y bases militares, pero también en protección civil y en grandes eventos. El propósito es preparar alimentos en áreas donde falta la infraestructura necesaria o no se puede utilizar, por ejemplo, en países en guerra, o en zonas de desastres naturales.

## Cocinas de campaña modernas
Las cocinas de campaña modernas pueden funcionar con combustibles sólidos (carbón, madera), así como con combustibles líquidos o gaseosos (diésel, gas licuado del petróleo, queroseno, butano). Las cocinas de campaña, que en su forma más simple todavía pueden consistir en remolques, también pueden estar basadas en vehículos, o ser diseñadas como soluciones basadas en contenedores para cocinar para unidades más grandes. Las cocinas de campaña más grandes generalmente tienen hornos, planchas de cocina, calderas de vapor y sistemas de calefacción, así como sistemas de agua potable y drenaje.

## Equipamiento
Las cocinas de campaña están disponibles en varias formas, así como en remolque para tractor, camión y vehículo de orugas, como transportadas en un camión militar, o como soluciones de contenedor, este último generalmente utilizado en operaciones en el extranjero. Un equipamiento típico para cocinas de campaña más pequeñas es, sin contar el equipo necesario como mesas de preparación, utensilios domésticos y similares, un hornillo y una olla a presión.